# Spogliamento paradossale
Lo spogliamento paradossale, anche noto con la locuzione inglese paradoxical undressing, è un fenomeno che si registra in rari casi nei quali le persone in ipotermia tendono a svestirsi. Lo spogliamento paradossale rappresenta l'ultimo sforzo del corpo di sopravvivere all'ipotermia ed è seguito quasi immediatamente da incoscienza e morte.

## Descrizione del fenomeno
Questo comportamento paradossale è dovuto ad un alternarsi di vasocostrizione e vasodilatazione: al fine di proteggere gli organi vitali, per vasocostrizione, il sangue si ritira dalle estremità del corpo, con grande dispendio di energia (sotto forma di glucosio); a causa della mancanza di sangue, i vasi sanguigni nei muscoli (ormai a corto di energia) si aprono per vasodilatazione, così che una certa quantità di sangue dal centro del corpo viene deviata verso la periferia. Questo fa sì che la vittima in ipotermia senta improvvisamente caldo e cominci a spogliarsi, in contrasto con la temperatura corporea che in realtà continua a scendere.
Le persone decedute per ipotermia in seguito a spogliamento paradossale potrebbero essere erroneamente identificate come vittime di violenza, perché i loro abiti si ritrovano spesso distanti dal corpo e nei gomiti e nelle ginocchia è possibile riscontrare abrasioni e ferite; secondo Rothschild e Schneider, ciò è riconducibile a tutta una serie di comportamenti definiti "Terminal Burrowing Behavior" caratteristici dello spogliamento paradossale: i soggetti tendono infatti a svestirsi e a strisciare a quattro zampe, finendo per assumere alla fine la posizione fetale nella quale troveranno la morte.